# Fortunato Prandi
Fortunato Prandi (Camerana, 21 luglio 1799 – Sale delle Langhe, 16 ottobre 1868) è stato un imprenditore e politico italiano.

## Biografia
Fu Deputato del Regno di Sardegna nella I legislatura, eletto nel collegio di Ceva.
Fondò, con Philip Taylor, l'azienda Taylor & Prandi.